# Švyturio Arena
La Klaipėdos Arena est une salle omnisports située à Klaipėda en Lituanie.

## Évènements
- Championnat d'Europe de basket-ball 2011